# Max von Stetten
Maximilien (Max) de Stetten, né le 26 mai 1860 à Nuremberg et mort le 24 février 1925 à Munich, est un officier allemand, commandant de la troupe de protection du Kamerun et de l'Afrique.

## Biographie
Max  von Stetten était le fils du major bavarois et Genilhomme de chambre Friedrich von Stetten, décédé en 1881.

### Armée bavaroise
Il fréquente l'école des cadets de Munich et rejoint le 3e régiment de chevau-légers royal bavarois (de) de l'armée bavaroise. En 1879, il devient leutnant. Le 1er mai 1891, il obtient un congé d'oberleutnant avec pension et autorisation de porter l'uniforme de son régiment. Il entre alors au service du ministère des Affaires étrangères, est commandé au service du gouvernement du Kamerun et reçoit en 1893 le caractère de Rittmeister à la suite. Le 8 En juillet 1894, il est affecté à la force de protection du Kamerun et nommé en même temps commandant.

### Kamerun
En 1891, Stetten et Karl von Gravenreuth, surnommé le « Lion d'Afrique », se lancent dans des expéditions militaires contre les Abo et les Bakweri à l'ouest de Douala et dans la région du volcanique du Mont Cameroun. Avec ce symbole, les Allemands voulaient étayer leur prétention au pouvoir et intimider les Bakweri locaux. Lors de la prise d'assaut du village Bakweri de Buéa, qui devait devenir le siège du gouvernement en 1901, la mitrailleuse Maxim qui était transporté a échoué en raison d'un brouillage; la serveuse a également été blessée. Dans la confusion, Hauptmann Gravenreuth tombe, et l'Oberleutnant Stetten, second officier à l'époque, est grièvement blessé. Par conséquent, l'Hauptmann Hans von Ramsay, officier d'artillerie de Tinwalde en Prusse occidentale, dut reprendre l'expédition. L'objectif politico-colonial réel d'atteindre l'Oubangui ne pouvait plus être atteint à ce moment-là, car les 400 000 marks alloués à l'expédition étaient presque épuisés et la plupart des porteurs locaux utilisés avaient déjà péri à la suite des combats et épreuves. Enfin, le successeur de Bismarck, Leo von Caprivi, a envoyé un télégraphe pour déclarer l'entreprise finie. Bien que les Allemands aient réussi à temps à sécuriser une grande partie du nord du Cameroun grâce à des traités avec les dirigeants locaux, le projet d'avancer du Kamerun vers l'Afrique centrale et de s'y étendre a dû être abandonné car les Français avançaient du nord et de l'est vers le centre du Kamerun dans le pu acquérir une influence significative entre-temps. docteur Preuss, alors chef des jardins botaniques de la station gouvernementale de Victoria, a ramené les restes du corps expéditionnaire sur la côte.
En juillet 1891, il dirige également, aux côtés du lieutenant Krause, la première expédition contre la communauté Bakoko.
En 1892, Stetten est nommé chef de la police au Kamerun.
Fin mars 1893, pour le compte du ministère des Affaires étrangères, il effectue l'expédition de l'arrière-pays camerounais dans la partie nord encore peu développée de l'aire protégée et atteint Yola sur la Benoué via Balinga, Sanserni-Tibati, Banjo et Kontcha. Ce fut la dernière expédition allemande à l'intérieur du Kamerun.
Le 8 août 1894, Stetten est nommé commandant de la Schutztruppe au Kamerun. En 1894, Stetten mena une expédition punitive contre les Bakwiri, qui refusèrent de céder leurs terres aux comptoirs commerciaux. Ses compagnons étaient Preuss et le lieutenant Hans Dominik. Après la chute du chef de tribu Jagga, les Bakweri se sont soumis. Cela a permis de commencer les travaux de plantation sur le Mont Cameroun. Les ossements du capitaine Gravenreuth, décédé en 1891, ont été récupérés puis enterrés sous son mémorial à Douala.
Les rapports de voyage détaillés de Stetten ont été publiés dans le Journal colonial allemand en 1895 et sont toujours une source précieuse pour l'ethnographie et l'histoire du Cameroun central. Avec la conversion de la police en une force de protection à structure militaire, Stetten est devenu son premier commandant. Avec elle, accompagné des lieutenants Dominik et Stein, il entreprit une expédition contre les Bakoko sur la basse Sanaga et Kwakwa Creek en mars et avril 1895. La raison de cette poussée était de punir les habitants pour un raid antérieur sur le lieutenant Dominik et d'ouvrir la route commerciale Edéa-Yaoundé. Bien que la compagnie de Dominik se composait principalement de soldats aguerris et expéditionnaires de Wey et de Sierra Leone, ils ont dû pleurer 37 morts et blessés en quelques semaines. La plupart des victimes provenaient de l'assaut des villages ennemis. Le 29. Le 11 avril, Yaoundé, le but principal de l'expédition, est atteint, et Dominik est nommé chef de poste par Stetten. Lorsque les fusils et les munitions de Stetten ont été volés lors de sa visite au chef Dandugo et que les habitants ont refusé de rendre les articles, Stetten s'est préparé à une expédition punitive. A ce du 10 au 26 Juillet 1895 action en cours, la fureur est maîtrisée et le matériel récupéré.
Après des différends personnels avec le gouverneur Jesko von Puttkamer, Stetten démissionne le 6 août 1896 démissionne de son commandement et quitte la Schutztruppe avec la pension légale.

### Suite de carrière
Après son retour en Allemagne, Stetten devint directeur des haras de la cour de Bergstetten, reçut le statut de major en 1909 et fut écuyer de la cour royale bavaroise à partir de 1913. Oberstallmeister du Hofmarstall de Munich. En juillet 1924, il prend sa retraite. En 1911, Stetten a reçu la Croix d'Honneur de l'Ordre du Mérite de Saint Michel pour ses services.